# Fly by Night (singolo)
Fly by Night è un brano del gruppo rock canadese Rush, pubblicato dall'etichetta discografica Mercury Records nel 1975 come lato A del singolo estratto dall'album omonimo, il primo con Neil Peart alla batteria. La facciata B include Anthem, brano proveniente dal medesimo album.

## Il disco
Per Fly by Night e Anthem sono stati realizzati dei video promozionali dove si vedono i Rush che simulano una esibizione live; i filmati sono noti come The church sessions video a causa della scenografia posta nello sfondo.
Fly by Night
Entrato da pochi mesi nel gruppo Neil Peart contribuisce fin da subito alla composizione dei brani mediante la stesura dei testi: in questo caso il batterista tratta dello spostamento tra luoghi diversi (facendo riferimento in particolare alla sua trasferta in Inghilterra) e della sensazione di essere in sospeso tra diversi posti, in attesa del prossimo volo. Il testo comprende una sorta di prologo che non compare nel brano cantato.
Il pezzo ha una struttura melodica semplice e ben rappresenta la tipologia di brano dal quale i Rush intendevano evolvere in quel periodo; tra i primissimi pezzi scritti con la nuova formazione, Fly by Night venne composto nell'ottobre 1974 in Michigan. Nel bridge la voce di Lee viene filtrata attraverso un amplificatore Leslie. 
Fly by Night è stata eseguita in concerto già nel dicembre del 1974 - prima quindi della registrazione dell'album Fly by Night - presso gli Electric Lady Studios di New York, in una esibizione trasmessa alla radio. In seguito è stata regolarmente proposta negli show dal vivo fino al tour di A Farewell to Kings, da sola ma anche in medley con In the Mood. Proprio una di queste versioni è stata in seguito pubblicata come singolo discografico in occasione dell'uscita del primo album dal vivo del gruppo.
Il brano compare nella serie televisiva Degrassi High (episodio Home Sweet Home) e Supernatural (episodio Wendigo); un segmento del brano è inoltre utilizzato in uno spot televisivo statunitense per la Passat.
Anthem
Anthem è il primo brano scritto dai Rush con Peart nella formazione: la parte musicale si basa su un riff di Lifeson e Lee al quale mancava però un testo. Peart scrisse le liriche prendendo spunto da una novella di Ayn Rand del 1938, Antifona, la tematica dell'oggettivismo è stata in seguito ripresa da Peart in altri testi. Si tratta anche del primo riff che il gruppo suonò con Peart per testarlo come batterista del gruppo. Il brano presenta molte delle caratteristiche che contraddistinguono la maturità stilistica dei Rush.
Come Fly by Night anche Anthem è stata eseguita in concerto prima della pubblicazione su disco, nel dicembre 1974 presso gli Electric Lady Studios. Anthem è stata poi regolarmente proposta durante i concerti fino al Tour of the Hemispheres del 1978-79, in seguito è stata occasionalmente inserita in scaletta - in forma abbreviata e all'interno di un medley - nel tour successivo, nel Roll the Bones Tour, nel tour del trentesimo e quarantesimo anniversario. Versioni dal vivo si possono trovare negli album All the World's a Stage, Different Stages, R30: 30th Anniversary World Tour e R40 Live.
Anthem Records è il nome della casa discografica della band, fondata nel 1977.

## Tracce
Il singolo pubblicato per il mercato statunitense contiene le seguenti tracce:
1. Fly by Night - 3:20 (Lee, Peart)
2. Anthem  - 4:10 (Lee, Lifeson, Peart) (lato B)

## Formazione
- Geddy Lee – basso, voce
- Alex Lifeson – chitarra elettrica e acustica
- Neil Peart – batteria, percussioni

## Cover
Anthem è stata interpretata da alcuni artisti:
- dal chitarrista svedese Yngwie Malmsteen nell'album Inspiration del 1996
- dai canadesi Sacrifice nel 2010
- dagli statunitensi Anthrax nell'EP Anthems del 2013